# Вольштын (гмина)
Вольштын (пол. Wolsztyn) — гмина (уезд) в Польше, входит как административная единица в Вольштынский повет, Великопольское воеводство. Население — 29 086 человек (на 2004 год).

## Сельские округа
1. Адамово
2. Барложня-Госцешиньска
3. Бежина
4. Блоцко
5. Хожемин
6. Госцешин
7. Карпицко
8. Кемблово
9. Нялек-Вельки
10. Нова-Домброва
11. Нова-Обра
12. Нове-Тлоки
13. Новы-Видзим
14. Обра
15. Поводово
16. Рудно
17. Стара-Домброва
18. Стары-Видзим
19. Страдынь
20. Свентно
21. Тлоки
22. Вильче
23. Вронявы

## Соседние гмины
1. Гмина Каргова
2. Гмина Кольско
3. Гмина Пшемент
4. Гмина Раконевице
5. Гмина Седлец
6. Гмина Слава